# Maurice-Constant-Louis Larcer
Maurice-Constant-Louis Larcer, francoski general, * 1885, † 1953.